# Regentenstraße 45 (Mönchengladbach)

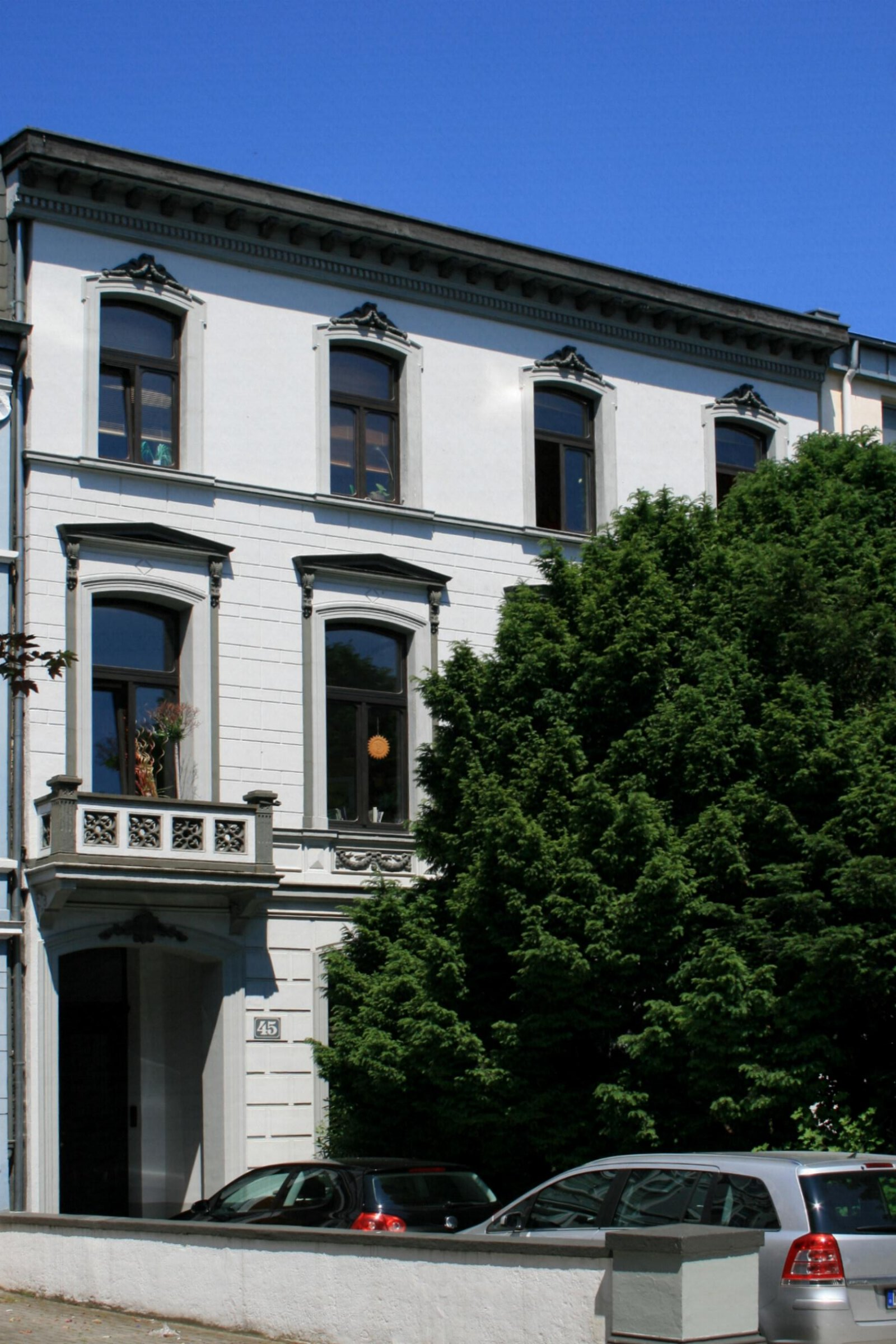
Wohnhaus (2010)

Das Wohnhaus Regentenstraße 45 steht in Mönchengladbach (Nordrhein-Westfalen).
Das Gebäude wurde um die Jahrhundertwende erbaut. Es wurde unter Nr. R 011 am 4. Dezember 1984 in die Denkmalliste der Stadt Mönchengladbach eingetragen.

## Architektur
Das Wohnhaus Nr. 45 steht  auf der Nordseite der Regentenstraße innerhalb einer Baugruppe mit den Nr. 41, 43, 45 und 47. Es handelt sich um ein dreigeschossiges  Vier-Fenster-Wohnhaus aus der Zeit um die Jahrhundertwende.